# Otion
Otion es un género de planta de flores con dos especies perteneciente a la familia Fabaceae.

## Especies
- Otion microphyllum
- Otion mirophyllum